# Vladímir Aléinik
Vladímir Aléinik (Minsk, Bielorrusia, Unión Soviética, 12 de septiembre de 1952) es un clavadista o saltador de trampolín soviético especializado en plataforma de 10 metros, donde consiguió ser subcampeón mundial en 1982.

## Carrera deportiva
- En el Campeonato Mundial de Natación de 1978 celebrado en Berlín (Alemania), ganó la medalla de bronce en la plataforma de 10 metros, con una puntuación de 813 puntos, tras el estadounidense Greg Louganis  (oro con 844 puntos) y el alemán Falk Hoffmann  (plata con 836 puntos).

- Cuatro años después, en el Campeonato Mundial de Natación de 1982 celebrado en Guayaquil ganó la plata en la plataforma de 10 metros, tras el estadounidense Greg Louganis.